# كرة القدم في العراق
كرة القدم في العراق تعد كرة القدم هي الرياضة الأكثر شعبية في العراق. حيث يقوم الاتحاد العراقي لكرة القدم بإدارة المنتخب الوطني لكرة القدم ودوري نجوم العراق. لأنه الهيئة المسؤولة عن رياضة كرة القدم في العراق، انضم الاتحاد للاتحاد الدولي لكرة القدم في عام 1950، وللاتحاد الآسيوي لكرة القدم في 1970، وللاتحاد العربي لكرة القدم في عام 1974، ولاتحاد غرب آسيا لكرة القدم في 2001، واتحاد كأس الخليج العربي لكرة القدم في 2016. يصنف فريق الرجال بالمرتبة 70 في العالم حسب تصنيف الفيفا اعتباراً من 11 يونيو 2020. بينما لم يتم تصنيف فريق السيدات بسبب عدم نشاطه.

## المنتخبات الوطنية

### منتخب العراق لكرة القدم

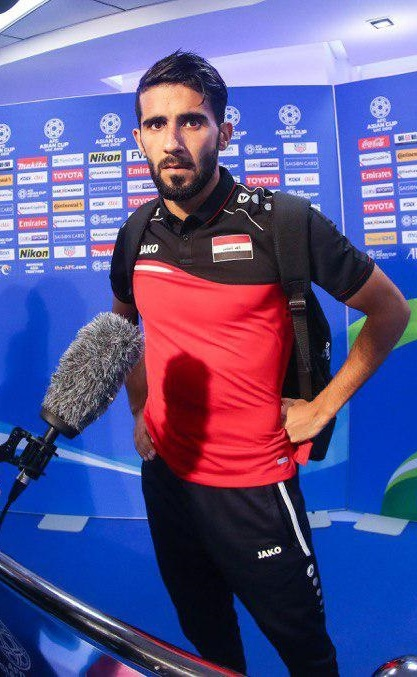
بشار رسن لاعب المنتخب العراقي

تأهل المنتخب الوطني العراقي لنهائيات كأس العالم مرة واحدة في عام 1986 التي أقيمت في المكسيك، ويعتبر المنتخب العراقي من أبرز المنتخبات التي تلعب ضمن الاتحاد الآسيوي لكرة القدم في كأس آسيا، حيث فاز بالبطولة عام 2007، واحتلت المركز الرابع عامي 1976 و2015.

### منتخب العراق تحت 23 عام
حقق فريق منتخب العراق تحت 23 عامًا نجاحًا في دورة الألعاب الآسيوية حيث فاز بالميدالية الفضية في نسخة 2006 في قطر، والبرونزية في بطولة 2014 التي أقيمت في كوريا الجنوبية. كان أفضل ترتيب لهم في كرة القدم الأولمبية هو المركز الرابع في أثينا عام 2004.

## ملاعب كرة القدم
وضعت وزارة الشباب والرياضة خططًا لتحسين البنية التحتية الرياضية بشكل كبير وقررت بناء ملاعب كبيرة في كل محافظة من محافظات العراق، وخصصت لها الحكومة العراقية ميزانية بقيمة 2.5 مليار دولار، وتم وضع خطط لبناء معظم الملاعب أدناه.
وتم تمويل معظم الملاعب المدرجة أدناه، وأيضًا تم الشروع ببناء عدة ملاعب منها ملعب الأنبار الدولي، ومدينة بغداد الرياضية المقترحة، التي ستمولها المملكة العربية السعودية.
|  | مدينة البصرة الرياضية | 65000  | البصرة         |
|  | ملعب الشعب الدولي     | 34،200 | بغداد          |
|  | ملعب المدينة الدولي   | 32000  | بغداد          |
|  | مدينة كربلاء الرياضية | 30000  | كربلاء         |
|  | ملعب النجف الدولي     | 30000  | النجف          |
|  | ملعب فرانسو حريري     | 25000  | اربيل          |
|  | ملعب دهوك             | 20000  | دهوك           |
|  | ملعب زاخو             | 20000  | زاخو دهوك      |
|  | ملعب الكوت الأولمبي   | 20000  | الكوت، واسط    |
|  | ملعب ميسان            | 20000  | العمارة، ميسان |
|  | ملعب كركوك الأوليمبي  | 20000  | كركوك          |

### ملاعب مقترحة أو تحت التشيد
|  | مدينة بغداد الرياضية | 85000  | بغداد              | مقترح       |
|  | ملعب تاجيات الاولمبي | 60.000 | بغداد              | في الانتظار |
|  | ملعب عمو بابا الدولي | 31،200 | بغداد              | تحت التشيد  |
|  | ملعب الميناء الجديد  | 30000  | البصرة             | تحت التشيد  |
|  | ملعب السنبلة         | 30000  | الديوانية القادسية | في الانتظار |
|  | ملعب صلاح الدين      | 30000  | صلاح الدين تكريت   | تحت التشيد  |
|  | ملعب بابل            | 30000  | الحلة، بابل        | في الانتظار |
|  | ملعب الأنبار         | 30000  | الرمادي ، الأنبار  | تحت التشيد  |
|  | استاد الموصل الدولي  | 30000  | الموصل، نينوى      | تحت التشيد  |
|  | استاد ديالى          | 30000  | بعقوبة ديالى       | في الانتظار |
|  | ملعب الناصرية        | 30000  | الناصرية، ذي قار   | في الانتظار |
|  | ملعب السماوة الجديد  | 25000  | السماوة ، المثنى   | تحت التشيد  |
|  | ملعب نوروز الدولي    | 20000  | السليمانية         | تحت التشيد  |

## بطولات الأندية
وصل آليات الشرطة إلى نهائي دوري أبطال آسيا للنخبة عام 1971، لكن النادي انسحب من المباراة النهائية لأنها كانت ضد فريق إسرائيلي، كما وصل نادي الرشيد إلى النهائي في عام 1989، لكنه خسر بأهداف خارج أرضه، حيث فاز نادي الشرطة بأول نسخة من كأس العرب للأندية الأبطال في عام 1982، وفاز بعده نادي الرشيد بالمسابقة ثلاث مرات متتالية ( 1985، 1986، 1987). وخسر نادي الطلبة والزوراء نهائي كأس الكؤوس الآسيوية في عامي 1995 و2000 على التوالي، وخسر نادي أربيل نهائي كأس الاتحاد الآسيوي مرتين عامي 2012 و2014. قبل أن يفوز القوة الجوية بكأس الاتحاد الآسيوي ثلاث مرات متتالية في 2016 و2017 و2018 وهو النادي الآسيوي الوحيد الذي حقق ثلاث بطولات آسيوية متتالية. وأصبح نادي دهوك أول نادي عراقي يشارك في دوري أبطال الخليج للأندية لموسم 2024–25 ونجح في التتويج باللقب.

## أنظر أيضا
- الاتحاد العراقي لكرة القدم (IFA)
- منتخب العراق لكرة القدم
- الدوري العراقي الممتاز